# Бихов Микола Іванович
Микола Іванович Бихов (5 грудня 1905, село Сергієвське Фатезького повіту Курської губернії, тепер Золотухинського району Курської області, Російська Федерація — ?) — радянський діяч, голова Астраханського облвиконкому. Депутат Верховної ради СРСР 2-го скликання.

## Біографія
Народився в родині селянина-бідняка 5 грудня 1905 (за іншими даними — 1903) року, батько помер у 1904 році. У 1922 році вступив до комсомолу. Працював у сільському господарстві.
Член РКП(б) з квітня 1925 року.
У листопаді 1925—1927 роках — у Червоній армії: червоноармієць артилерійського полку 84-ї стрілецької дивізії, відповідальний організатор полкової комсомольської організації та член бюро Тульського губернського комітету ВЛКСМ.
У 1927—1928 роках — секретар Чернського районного комітету ВЛКСМ Тульської губернії. З грудня 1928 до квітня 1929 року — звільнений секретар партійного осередку станції Чернь Московсько-Курської залізниці. З квітня 1929 до 1930 року — заступник голови та завідувач культурно-соціального відділу Чернського райвиконкому.
У 1930—1932 роках — завідувач земельного відділу та заступник голови виконавчого комітету Богородицької районної ради Московської області. З грудня 1932 року — голова виконавчого комітету Богородицької районної ради.
Після об'єднання Богородицького та Узловського районів, з грудня 1933 до 1935 року — голова виконавчого комітету Узловської районної ради Московської області.
У 1935—1938 роках — голова виконавчого комітету Донської районної ради Московської області.
У січні 1938 — жовтні 1939 року — завідувач Тульського обласного фінансового відділу.
У жовтні 1939 — січні 1944 року — 1-й заступник голови виконавчого комітету Тульської обласної ради депутатів трудящих.
10 січня 1944 — 17 липня 1947 року — голова виконавчого комітету Астраханської обласної ради депутатів трудящих.
З липня 1947 року — заступник голови виконавчого комітету Великолуцької обласної ради депутатів трудящих.
Подальша доля невідома.

## Звання
- майор

## Нагороди
- орден Вітчизняної війни ІІ ст. (.02.1945)
- орден «Знак Пошани»
- медаль «За оборону Москви»
- медаль «За перемогу над Німеччиною у Великій Вітчизняній війні 1941—1945 рр.»
- медаль «За доблесну працю у Великій Вітчизняній війні 1941—1945 рр.»
- медалі